# 't Schaep in Mokum
 't Schaep in Mokum is een Nederlandse televisieserie. De serie is een vervolg op 't Spaanse Schaep en wordt opgevolgd door Schaep Ahoy.

## Verhaal
't Schaep in Mokum speelt zich af in het Amsterdam van de jaren tachtig. Riek en Arie hebben het hotel in Spanje verkocht en zijn met de anderen teruggekeerd naar Amsterdam. Door en Kootje wonen eindelijk samen en besluiten een kroeg te beginnen: 't Schaep. Ook zijn ze een beetje de opa en oma van het zoontje van Lena. Huip en Greet beginnen een fourniturenzaakje. De dochter van Opoe, Jacqueline, hoort nu ook bij 'de groep', al gaat dat niet van harte. Toch wordt vooral Opoe gemist door iedereen, en Opoe mist iedereen op haar beurt ook.

## Personages
| Hoofdrollen                              | Hoofdrollen              |
| ---------------------------------------- | ------------------------ |
| Doortje Lefèvre                          | Loes Luca                |
| Kootje de Beer                           | Pierre Bokma             |
| Lukas Blijdtschap                        | Marc-Marie Huijbregts    |
| Anne 'Opoe' Withof                       | Carry Tefsen             |
| Lena Braams                              | Georgina Verbaan         |
| Arie Balk                                | Ton Kas                  |
| Riek Balk                                | Jenny Arean              |
| Huipie van Duivenbode                    | Laus Steenbeeke          |
| Greet van Duivenbode                     | Bianca Krijgsman         |
| Jacqueline Withof                        | Lineke Rijxman           |
| Gast- en dubbelrollen (per aflevering)   |                          |
| Aflevering 1 (Brand in Mokum)            |                          |
| Petrus                                   | André van Duin           |
| Aflevering 2 (Hassan)                    |                          |
| Hassan                                   | Nasrdin Dchar            |
| Postbode                                 | Frank Houtappels         |
| Aflevering 3 (Hennie)                    |                          |
| Hennie Blijdtschap                       | Marc-Marie Huijbregts    |
| Aflevering 4 (Triller)                   |                          |
| Alouis Witteman                          | Gijs Scholten van Aschat |
| Hennie Blijdtschap                       | Marc-Marie Huijbregts    |
| Doors moeder                             | Loes Luca                |
| Aflevering 5 (Jannie)                    |                          |
| Jannie                                   | Joke Tjalsma             |
| Aflevering 6 (Almere)                    |                          |
| Levi Polak                               | Han Römer                |
| Aflevering 7 (Geen woning, geen kroning) |                          |
| Petrus                                   | André van Duin           |
| Ellie de Beer                            | Sylvia Hoeks             |
| Kees Keizer (kraker)                     | Niels Gomperts           |
| Aflevering 8 (De bruiloft)               |                          |
| Petrus                                   | André van Duin           |
| Joke                                     | Raymonde de Kuyper       |
| Ellie de Beer                            | Sylvia Hoeks             |

## Afleveringen
| Aflevering | Uitzenddatum     | Titel                     | Aflevering informatie | Kijkcijfers |
| ---------- | ---------------- | ------------------------- | --- | ----------- |
| 1          | 7 januari 2013   | Brand in Mokum            | Amsterdam, de jaren tachtig. Na hun Spaanse avontuur zijn de vrienden terug in de Jordaan. Het is crisis, de buurt is veranderd. De vriendschap komt onder druk te staan. Opoes wijze raad wordt node gemist: zij is gaan hemelen. Tot haar eigen verbazing is geen enkel afscheid zo definitief als het lijkt. Opoe keert terug, maar of ze daar nou wat mee opschieten.                                                                                               | 1.957.000   |
| 2          | 14 januari 2013  | Hassan                    | Riek moet aan het werk; ze wil bij Greet in de fournituren zaak. Maar Greet heeft zonder overleg al ene 'Hassan' aangenomen. Door is in de overgang en voelt zich oud. Lena moet op zoek naar een nieuwe woning, maar stort zich liever in het uitgaansleven. Met een beetje hulp van Opoe lost Lukas op geheel eigen wijze Lena's woningnood op. | 1.826.000   |
| 3          | 21 januari 2013  | Hennie                    | Door heeft het idee dat de vrijgezelle Jacqueline achter Kootje aanzit en ziet zich genoodzaakt in te grijpen. Lukas, Lena en Lorenzo wonen tot ieders tevredenheid samen. Tot Lukas' moeder onaangekondigd op de stoep staat en Lukas' leven gebaseerd lijkt op leugens. En al is de leugen nog zo snel, een Brabantse moeder achterhaalt haar wel. | 1.822.000   |
| 4          | 4 februari 2013  | Triller                   | De verjaardag van Opoe komt eraan en niemand weet hoe en of je zoiets moet vieren. Ko is onder de indruk van het overlijden van een leeftijdsgenoot. Als twee ongelukken op één dag hem confronteren met zijn eigen sterfelijkheid, biedt zelfs een heuse psychiater geen uitkomst. Opoe wil helpen, maar ze maakt Ko met haar verschijning alleen maar verder overstuur.                                                                                               | 1.871.000   |
| 5          | 11 februari 2013 | Jannie                    | Arie stuit op een zwerfster en herkent in haar zijn lang verloren zuster Jannie. Maar Riek weigert daarin mee te gaan. Greet twijfelt aan Rieks motieven, gaat op onderzoek uit, en verliest zich in liefdadigheid. Lena bakt dubieuze taarten voor de coffeeshop aan de overkant, en wekt daarmee de argwaan van Kootje. Lukas en Door zijn juist nieuwsgierig geworden naar het fenomeen coffeeshop en storten zich, gesteund door Opoe, in een bijzonder experiment. | 1.715.000   |
| 6          | 18 februari 2013 | Almere                    | Door valt van de trap en breekt haar been. Bedwelmd door pijnstillers laat ze zich een bouwkavel in Almere aansmeren door een Joodse makelaar. Kootje wil niet weg uit Amsterdam en is woedend. Riek blijkt nogal wat vooroordelen te hebben. Maar heeft ze die over makelaars of tegenover het hele Joodse volk? Tot overmaat van ramp is Lena over tijd. | 1.743.000   |
| 7          | 25 februari 2013 | Geen woning, geen kroning | Riek en Aries huis is bijna af, Kootje doet Door eindelijk een huwelijksaanzoek, Beatrix wordt gekroond tot koningin. Alles lijkt goed te gaan, dus Opoe is niet meer nodig. | 1.678.000   |
| 8          | 4 maart 2013     | De bruiloft               | Arie dreigt Lena, Ellie en de overige krakers met een knokploeg uit zijn huis te laten zetten. De stress wordt Kootje te veel, hij trekt zijn huwelijksaanzoek aan Door in.... | 1.657.000   |

## Liederen
Aflevering 1
- Ben ik werkelijk een engel? - Carry Tefsen (hertaling van 'There Must Be an Angel (Playing with My Heart)' - Eurythmics)
- Heel de boel in brand - Jenny Arean en Ton Kas (hertaling van 'Eternal Flame' - The Bangles)
- Hou me even vast - Marc-Marie Huijbregts, Georgina Verbaan, Loes Luca, Pierre Bokma, Bianca Krijgsman, Laus Steenbeeke, Jenny Arean, Ton Kas (hertaling van 'Lambada' - Kaoma)

Aflevering 2
- Oh Lena - Georgina Verbaan, Marc-Marie Huijbregts, Pierre Bokma, Loes Luca en Jenny Arean (hertaling van 'Oh, Lori' - Alessi Brothers)
- Soms is het leven hard - Loes Luca, Marc-Marie Huijbregts (hertaling van 'Love Is a Battlefield' - Pat Benatar)
- Alles komt terecht - Pierre Bokma, Marc-Marie Huijbregts, Loes Luca, Jenny Arean, Bianca Krijgsman, Laus Steenbeeke en Ton Kas (hertaling van 'It Will Come in Time' - Billy Preston en Syreeta Wright)

Aflevering 3
- Jacqueline - Loes Luca (hertaling van 'Jolene' - Dolly Parton)
- Respect - Marc-Marie Huijbregts (hertaling van 'Respect' - Aretha Franklin)
- Zo blijven we samen - Loes Luca, Pierre Bokma, Jenny Arean, Ton Kas, Bianca Krijgsman, Laus Steenbeeke, Georgina Verbaan en Marc-Marie Huijbregts (hertaling van 'Happy Together' - The Turtles)

Aflevering 4
- Ma - Lineke Rijxman, Marc-Marie Huijbregts, Carry Tefsen, en Loes Luca (hertaling van 'Pa' - Doe Maar)
- Triller - Pierre Bokma (hertaling van 'Thriller' - Michael Jackson)
- Voor je het weet is het alweer over - Loes Luca, Pierre Bokma, Georgina Verbaan, Marc-Marie Huijbregts, Bianca Krijgsman, Jenny Arean, Ton Kas, Laus Steenbeeke en Lineke Rijxman (hertaling van 'Sir Duke' - Stevie Wonder)

Aflevering 5
- Een kleine witte pil - Carry Tefsen (hertaling van 'Love Potion #9' - The Clovers)
- Paradijs was een oude Ford - Jenny Arean en Ton Kas (hertaling van 'Paradise by the Dashboard Light' - Meat Loaf)
- Leger des Heils - Bianca Krijgsman, Jenny Arean, Loes Luca, Georgina Verbaan, Carry Tefsen, Marc-Marie Huijbregts, Ton Kas, Pierre Bokma en Laus Steenbeeke (hertaling van 'YMCA' - Village People)

Aflevering 6
- Ik kan erger dingen doen - Georgina Verbaan (hertaling van 'There Are Worse Things I Could Do' - Grease)
- Adem in, adem uit - Marc-Marie Huijbregts (hertaling van 'Total Eclipse of the Heart' - Bonnie Tyler)
- Amsterdam - Loes Luca, Carry Tefsen, Bianca Krijgsman, Jenny Arean, Marc-Marie Huijbregts, Georgina Verbaan, Laus Steenbeeke, Pierre Bokma, Ton Kas en Han Römer (origineel van Maggie MacNeal)

Aflevering 7
- Liefde wint - Marc-Marie Huijbregts, Georgina Verbaan, Pierre Bokma, Loes Luca, Ton Kas, Jenny Arean, Bianca Krijgsman en Laus Steenbeeke (hertaling van 'Love Is All' - Roger Glover)
- Zitten aan de rand van 't IJ - Pierre Bokma (hertaling van '(Sittin' on) The Dock of the Bay' - Otis Redding)
- Ik ben hier voor mijn plezier - Georgina Verbaan (hertaling van 'Girls Just Want to Have Fun' - Cyndi Lauper)

Aflevering 8
- Wanneer ben ik vrij - Loes Luca (hertaling van 'I Want to Break Free' - Queen)
- Vrijer - Bianca Krijgsman (hertaling van 'Fire' - The Pointer Sisters)
- Als we gaan - Georgina Verbaan, Marc-Marie Huijbregts, Jenny Arean, Ton Kas, Loes Luca, Pierre Bokma, Bianca Krijgsman, Laus Steenbeeke en Lineke Rijxman (hertaling van 'Go like Elijah' - Chi Coltrane)

## Soundtrack

### Albums
| Album met eventuele hitnotering(en) in de Nederlandse Album Top 100 | Datum van verschijnen | Datum van binnenkomst | Hoogste positie | Aantal weken | Opmerkingen |
| ------------------------------------------------------------------- | --------------------- | --------------------- | --------------- | ------------ | ----------- |
| Café 't Schaep in Mokum                                             | 2013                  | 09-03-2013            | 79              | 1*           |             |

## Trivia
- Aflevering 4 zou oorspronkelijk worden uitgezonden op 28 januari maar kwam te vervallen omdat koningin Beatrix op die avond haar abdicatie aankondigde en de programmering van Nederland 1 werd gewijzigd. De abdicatie van koningin Juliana speelt een rol in aflevering 7.
- In de serie worden enkele historische gebeurtenissen aangestipt. In een van de eerste afleveringen meldt Lukas dat er een nieuwe geluidsdrager is uitgevonden, de compact disc. De introductie van de cd vond overigens pas in augustus 1982 plaats.
- In aflevering 7 wordt melding gemaakt van het gebruik van de Gouden Koets bij de inhuldiging van Beatrix. In werkelijkheid werd de Gouden Koets bij die gelegenheid niet gebruikt.
- De knokploeg die in aflevering 8 wordt samengesteld door Arie bestaat uit roemruchte criminelen als Klaas Bruinsma en Sam Klepper.